# Serie B 1999-2000 (calcio femminile)
L'edizione 1999-2000 è stata la trentunesima edizione del campionato di Serie B femminile italiana di calcio.

## Stagione

### Novità
Variazioni prima dell'inizio del campionato:
cambi di denominazione:
- da "S.S.C.F. Cicos Cabras" a "A.C.F. Cicos Cabras";
- da "A.C.S. Delfino" a "A.C.F. Football Cagliari";
- da "FIAT Bellentani Modena C.F." di Bastiglia a "Modena C.F." di Ravarino;
- da "A.S.C. Gardenia Santo Messina" a "A.S. Messina C.F.";
- da "Pol. Libertas Cammaratese" a "Pol. Libertas Aquile Cammaratese".

rinuncia alla Serie B:
- "Arezzo C.F." (9º classificato nel girone A della Serie B),
- "Atletico Giarre C.F." (vincitore delle finali della Serie C Sicilia),
- "A.C. CaprieVillarAlmese" (4º classificato nel girone A della Serie C Piemonte-Valle d'Aosta),
- "C.F. Gravina" (4º classificato nel girone D della Serie B),
- "Lugo C.F." (retrocesso dalla Serie A),
- "C.F. Manzoni" di Macerata (3º classificato nel girone unico della Serie C Marche),
- "F.C. Modena Femminile" (retrocesso dalla Serie A),
- "A.C.F. Napoli" (Serie B girone C),
- "Teramo C.F." (1º classificato nel girone unico della Serie C Abruzzo),
- "C.F. Trecate" (Serie B girone A),
- "A.C.F. Trento" (Serie B girone B).

Al loro posto sono state ammesse le seguenti società:
- "C.F. Assemini" (4º classificato nel girone C della Serie C Sardegna),
- "Pol. Autoscuola Puccio" (9º e retrocesso dal girone C di Serie B),
- "A.C.F. Cenide" (5º classificato nel girone unico della Serie C Calabria),
- "A.C.F. Lucca" (2º classificato ai play-off della Serie C Toscana),
- "C.F. Pro Rosolini" (2º classificato ai play-off della Serie C Sicilia),
- "C.F. Serramezzana" (2º classificato nel girone unico della Serie C Campania),
- "A.C.F. Spilamberto" (2º classificato ai play-off della Serie C Emilia Romagna),
- "U.C. Tre Stelle" (3º classificato nel girone unico della Serie C Friuli Venezia Giulia).

### Formula
Vi hanno partecipato 42 squadre divise in tre gironi. La prima classificata di ognuno dei tre gironi è promossa in Serie A. Le ultime due classificate di ciascun girone vengono retrocesse nei rispettivi campionati regionale di Serie C.

## Girone A

### Squadre partecipanti
| Club                       | Città                 | Stagione 1998-1999                              |
| -------------------------- | --------------------- | ----------------------------------------------- |
| A.C.F. Alessandria         | Alessandria           | 10º posto in Serie B/A                          |
| C.F. Assemini              | Assemini              | 4º posto in Serie C Sardegna                    |
| F.C.F. Como 2000           | Como                  | 4º posto in Serie B/A                           |
| C.F. Curtatone             | Curtatone             | 10º posto in Serie B/B                          |
| A.C.F. Dinamo Faenza       | Faenza                | 6º posto in Serie B/A                           |
| S.S. Fiammamonza           | Monza                 | 16º posto in Serie A                            |
| A.C.F. Football Cagliari   | Cagliari              | 3º posto in Serie B/C                           |
| S.S. Ideal Club Incisa     | Incisa in Val d'Arno  | 6º posto in Serie B/C                           |
| A.C.F. Lucca               | Lucca                 | 2º posto nei play-off in Serie C Toscana        |
| A.C. Piazza 96             | Castelfranco di Sotto | 7º posto in Serie B/C                           |
| A.C. Reggiana Femminile    | Reggio nell'Emilia    | 8º posto in Serie B/A                           |
| A.C.F. Spilamberto         | Spilamberto           | 2º posto nei play-off in Serie C Emilia Romagna |
| A.C.F. Sporting Segrate 92 | Segrate               | 3º posto in Serie B/A                           |
| S.S. Vallassinese          | Asso                  | 1º posto in Serie C Lombardia                   |

### Classifica finale
|  | Pos. | Squadra             | Pt | G  | V  | N | P  | GF | GS | DR  |
|  | ---- | ------------------- | -- | -- | -- | - | -- | -- | -- | --- |
|  | 1.   | Fiamma Monza        | 64 | 26 | 20 | 4 | 2  | 98 | 21 | +77 |
|  | 2.   | Como 2000           | 59 | 26 | 18 | 5 | 3  | 76 | 31 | +45 |
|  | 3.   | Piazza 96           | 52 | 26 | 16 | 4 | 6  | 46 | 20 | +26 |
|  | 3.   | Football Cagliari   | 52 | 26 | 16 | 4 | 6  | 47 | 29 | +18 |
|  | 5.   | Sporting Segrate 92 | 51 | 26 | 15 | 6 | 5  | 69 | 29 | +40 |
|  | 6.   | Dinamo Faenza       | 47 | 26 | 14 | 5 | 7  | 54 | 33 | +21 |
|  | 7.   | Vallassinese        | 40 | 26 | 11 | 7 | 8  | 50 | 52 | -2  |
|  | 8.   | Curtatone           | 32 | 26 | 8  | 8 | 10 | 39 | 41 | -2  |
|  | 9.   | Lucca               | 31 | 26 | 9  | 4 | 13 | 57 | 67 | -10 |
|  | 10.  | Ideal Club Incisa   | 23 | 26 | 6  | 6 | 14 | 31 | 55 | -24 |
|  | 11.  | Reggiana (-1)       | 18 | 26 | 5  | 3 | 18 | 27 | 75 | -48 |
|  | 12.  | Spilamberto         | 17 | 26 | 4  | 5 | 17 | 25 | 60 | -35 |
|  | 13.  | Alessandria         | 15 | 26 | 3  | 6 | 17 | 25 | 53 | -28 |
|  | 14.  | Assemini (-2)       | 7  | 26 | 2  | 3 | 21 | 19 | 97 | -78 |

Legenda:
      Promossa in Serie A
      Retrocessa in Serie C
Note:
Tre punti a vittoria, uno a pareggio, zero a sconfitta.
La Reggiana è stata penalizzata di 1 punto per una rinuncia.
L'Assemini è stato penalizzato di 2 punti per due rinunce.
L'Alessandria è stata successivamente riammessa in Serie B a completamento organici.

## Girone B

### Squadre partecipanti
| Club                            | Città                | Stagione 1998-1999                        |
| ------------------------------- | -------------------- | ----------------------------------------- |
| A.C.F. Cicos Cabras             | Cabras               | 4º posto in Serie B/C                     |
| Gordige Calcio Ragazze          | Cavarzere            | 4º posto in Serie B/B                     |
| Grifo C.F. Perugia              | Perugia              | 4º posto in Serie B/C                     |
| A.C.F. Libertas Pasiano         | Pasiano di Pordenone | 5º posto in Serie B/B                     |
| S.S. Olbia C.F.                 | Olbia                | 2º posto in Serie B/C                     |
| Packcenter A.C.F. Imolese       | Imola                | 7º posto in Serie B/A                     |
| U.P.C. Tavagnacco               | Tavagnacco           | 6º posto in Serie B/B                     |
| Tenelo Club Rivignano           | Rivignano            | 1º posto in Serie C Veneto                |
| U.C. Tre Stelle                 | Campoformido         | 3º posto in Serie C Friuli-Venezia Giulia |
| Union Altavilla Tavarnelle C.F. | Altavilla Vicentina  | 7º posto in Serie B/B                     |
| A.C.F. VeneziaJesolo            | Jesolo               | 3º posto in Serie B/B                     |
| U.S. Vigor Senigallia C.F.      | Senigallia           | 7º posto in Serie B/B                     |
| A.C.F. Virtus Torre Pedrera     | Rimini Torre Pedrera | 1º posto in Serie C Emilia Romagna        |
| U.S.C.F. Vittorio Veneto        | Vittorio Veneto      | 9º posto in Serie B/B                     |

### Classifica finale
|  | Pos. | Squadra                    | Pt | G  | V  | N | P  | GF | GS | DR  |
|  | ---- | -------------------------- | -- | -- | -- | - | -- | -- | -- | --- |
|  | 1.   | Cicos Cabras               | 57 | 26 | 17 | 6 | 3  | 62 | 21 | +41 |
|  | 2.   | Union Altavilla Tavarnelle | 56 | 26 | 17 | 5 | 4  | 49 | 27 | +22 |
|  | 3.   | VeneziaJesolo              | 51 | 26 | 15 | 6 | 5  | 51 | 23 | +28 |
|  | 4.   | Libertas Pasiano           | 47 | 26 | 13 | 8 | 5  | 45 | 26 | +19 |
|  | 5.   | Gordige                    | 44 | 26 | 12 | 8 | 6  | 54 | 30 | +24 |
|  | 6.   | Olbia                      | 43 | 26 | 12 | 7 | 7  | 54 | 45 | +9  |
|  | 7.   | Vittorio Veneto            | 35 | 26 | 10 | 5 | 11 | 53 | 50 | +3  |
|  | 8.   | Tavagnacco                 | 34 | 26 | 9  | 7 | 10 | 34 | 34 | 0   |
|  | 8.   | Grifo Perugia              | 34 | 26 | 10 | 4 | 12 | 30 | 33 | -3  |
|  | 10.  | Vigor Senigallia (-1)      | 32 | 26 | 9  | 6 | 11 | 51 | 44 | +7  |
|  | 11.  | Tre Stelle                 | 23 | 26 | 5  | 8 | 13 | 30 | 56 | -26 |
|  | 12.  | Tenelo Club Rivignano      | 19 | 26 | 4  | 7 | 15 | 35 | 56 | -21 |
|  | 13.  | Virtus Torre Pedrera       | 14 | 26 | 3  | 5 | 18 | 33 | 80 | -47 |
|  | 14.  | Packcenter Imolese         | 13 | 26 | 3  | 4 | 19 | 29 | 85 | -56 |

Legenda:
      Promossa in Serie A
      Retrocessa in Serie C
Note:
Tre punti a vittoria, uno a pareggio, zero a sconfitta.
La Vigor Senigallia è stata penalizzata di 1 punto per una rinuncia.
Il Packcenter Imolese è stato successivamente riammesso in Serie B a completamento organici.

## Girone C

### Squadre partecipanti
| Club                             | Città           | Stagione 1998-1999                       |
| -------------------------------- | --------------- | ---------------------------------------- |
| A.C.F. Aquile Palermo            | Palermo         | 1º posto in Serie B/D                    |
| Pol. Autoscuola Puccio Torretta  | Palermo         | 9º posto in Serie B/D                    |
| U.S. Bojano C.F.                 | Bojano          | in Serie C                               |
| A.C.F. Cenide Onlus              | Reggio Calabria | 5º posto in Serie C Calabria             |
| Ass. FIAT Molinaro Mathesium     | Campobasso      | 8º posto in Serie B/D                    |
| Pol. Libertas Aquile Cammaratese | Cammarata       | 5º posto in Serie B/D                    |
| Pol. Ludos                       | Palermo         | 2º posto in Serie B/D                    |
| A.S. Messina C.F.                | Messina         | 7º posto in Serie B/D                    |
| S.S. Pro Rosolini                | Rosolini        | 2º posto nei play-off in Serie C Sicilia |
| G.S. Roma C.F.                   | Roma            | 1º posto in Serie C Lazio                |
| A.C.F. Salernitana Montelladomus | Salerno         | 2º posto in Serie C Campania             |
| A.S. Serramezzana C.F.           | Serramezzana    | 2º posto in Serie C Campania             |
| A.C.F. Sporting Sorrento         | Sorrento        | 3º posto in Serie B/D                    |
| Pol. Tirrena Formia              | Formia          | 8º posto in Serie B/C                    |

### Classifica finale
|  | Pos. | Squadra                      | Pt | G  | V  | N  | P  | GF  | GS  | DR   |
|  | ---- | ---------------------------- | -- | -- | -- | -- | -- | --- | --- | ---- |
|  | 1.   | Aquile Palermo               | 70 | 26 | 22 | 4  | 0  | 121 | 25  | +96  |
|  | 2.   | Sporting Sorrento            | 70 | 26 | 22 | 4  | 0  | 106 | 19  | +87  |
|  | 3.   | Ludos Palermo                | 61 | 26 | 19 | 4  | 3  | 129 | 24  | +105 |
|  | 4.   | Bojano                       | 41 | 26 | 12 | 5  | 9  | 52  | 39  | +13  |
|  | 5.   | Autoscuola Puccio Torretta   | 39 | 26 | 11 | 6  | 9  | 47  | 34  | +13  |
|  | 6.   | Salernitana Montelladomus    | 36 | 26 | 10 | 6  | 10 | 41  | 45  | -4   |
|  | 7.   | Messina (-1)                 | 33 | 26 | 11 | 1  | 14 | 50  | 83  | -33  |
|  | 8.   | Roma CF                      | 32 | 26 | 10 | 2  | 14 | 43  | 55  | -12  |
|  | 9.   | Serramezzana                 | 28 | 26 | 8  | 4  | 14 | 29  | 51  | -22  |
|  | 10.  | Ass. FIAT Molinaro Mathesium | 27 | 26 | 8  | 3  | 15 | 42  | 60  | -18  |
|  | 10.  | Pro Rosolini                 | 27 | 26 | 8  | 3  | 15 | 38  | 65  | -27  |
|  | 12.  | Libertas Aquile Cammaratese  | 25 | 26 | 5  | 10 | 11 | 43  | 50  | -7   |
|  | 13.  | Tirrena Formia (-3)          | 20 | 26 | 7  | 2  | 17 | 21  | 109 | -88  |
|  | 14.  | Cenide Onlus                 | 6  | 26 | 2  | 0  | 24 | 29  | 132 | -103 |

Legenda:
      Promossa in Serie A
 Ammessa allo spareggio promozione
      Retrocessa in Serie C
Note:
Tre punti a vittoria, uno a pareggio, zero a sconfitta.
Il Messina è stato penalizzato di 1 punto per una rinuncia.
Il Tirrena Formia è stato penalizzato di 3 punti per tre rinunce.

### Spareggio per il primo posto
|                | Risultati |                   | Luogo e data                  |
| -------------- | --------- | ----------------- | ----------------------------- |
| Aquile Palermo | 4 - 1     | Sporting Sorrento | Vibo Valentia, 14 maggio 2000 |
|                |           |                   |                               |

## Verdetti finali
- Fiammamonza, Cicos Cabras e Aquile Palermo promossa in Serie A.
- Alessandria, Assemini, Virtus Torre Pedrera, Packcenter Imolese, Tirrena Formia e Cenide retrocesse nei rispettivi campionati regionali di Serie C.